# Andy Bown
Andrew Steven Bown, detto Andy (Beckenham, 27 marzo 1946), è un polistrumentista e compositore britannico, attualmente membro della rock band Status Quo.

## Biografia
Cominciò a prendere lezioni di piano all'età di sei anni, sviluppando in seguito una notevole tecnica nella esecuzione di vari strumenti musicali (basso, tastiere, chitarre, armonica a bocca).
Dopo aver sbarcato il lunario mantenendosi con lavori di vario genere (specie nel campo pubblicitario e come assistente disegnatore) nel 1964 formò un suo gruppo chiamato “The Preachers”, ma fu nella seconda metà degli anni sessanta, con l'ingresso nei The Herd di Peter Frampton che riuscì a guadagnare successo e popolarità.
Frampton e Bown composero insieme una gran quantità di pezzi originali e portarono i The Herd ai vertici delle classifiche nel biennio 1967-1968.
Scioltisi i The Herd, continuò a collaborare con Frampton, fondò la band dei Judas Jump e cominciò anche a coltivare una discreta carriera solistica pubblicando alcuni album per l'etichetta EMI a partire dal 1972.
La rinomanza conseguita col grande lavoro svolto con Frampton, fece sì che venisse sempre più spesso convocato anche in qualità di session man quale musicista esterno a lavori incisi da altri artisti. Proprio in una di queste occasioni, ebbe modo di incidere il suo primo pezzo con gli Status Quo, suonando il pianoforte nel brano Blue Eyed Lady durante la registrazione del loro album best seller Hello!, nell'estate del 1973.
Aggregato in pianta stabile agli Status Quo già a partire dal 1976, fu costretto a rimanere per parecchi anni legato al contratto già stipulato con la EMI e non poté figurare quale membro ufficiale della band fino al 1982, pur essendolo di fatto.
Per motivi familiari, durante il tour del 2001, venne sostituito alle tastiere dal musicista Paul Hirsh, già membro della band inglese dei Voyager.
Dopo la scomparsa della moglie Carolyn nel 2001, si risposò nel 2004. Ha in tutto quattro figli e vive a Barnes, a sud di Londra.

## Lo stile

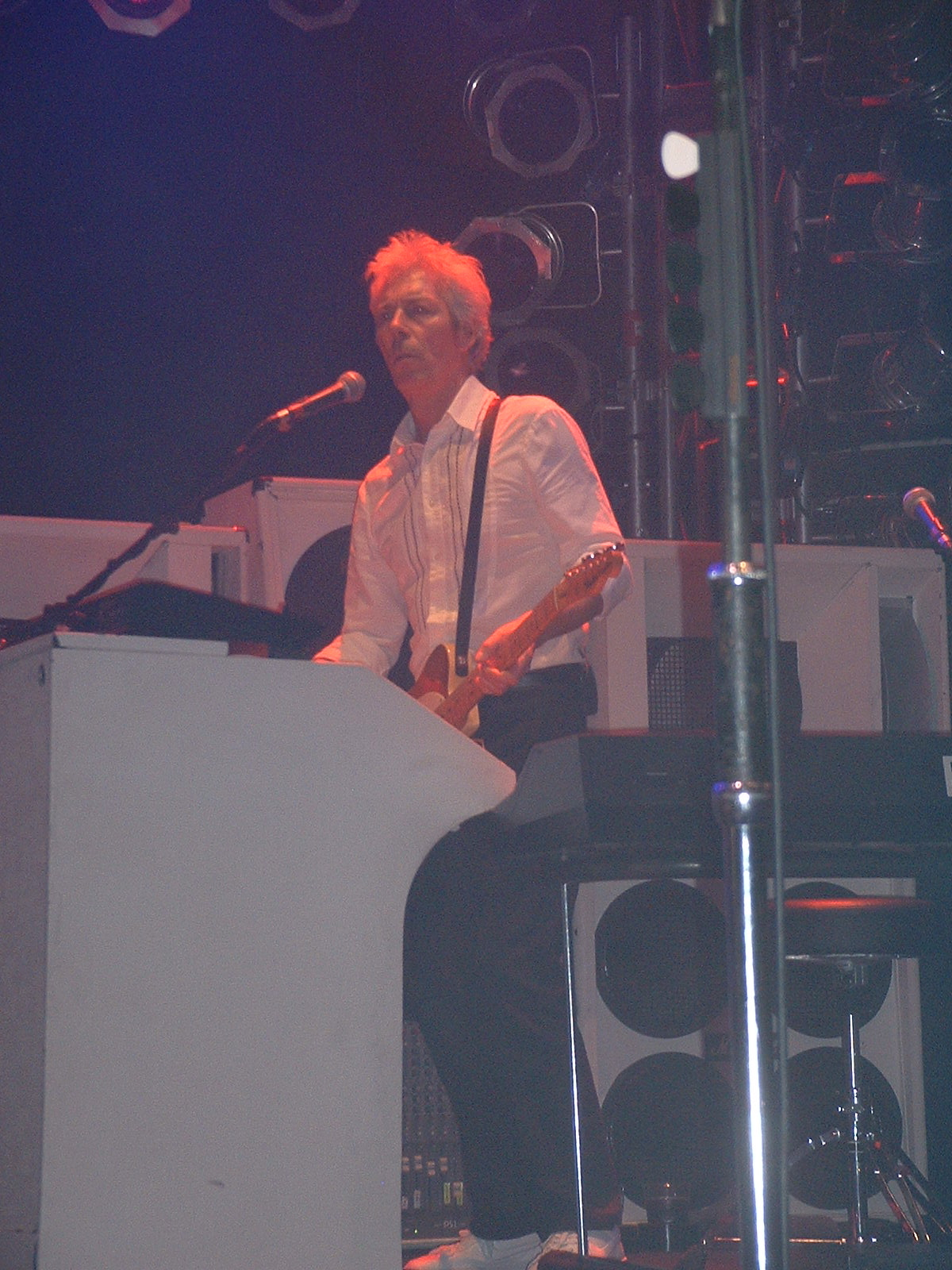
Andy Bown alle tastiere con gli Status Quo

Autore, cantante e multistrumentista, Andrew Bown è uno dei musicisti più poliedrici e versatili del rock inglese. È in grado di suonare con estrema destrezza chitarre, basso, tastiere ed armonica a bocca.
Dopo aver collaborato negli anni settanta con artisti come Peter Frampton e Tim Hardin ed essere entrato stabilmente negli Status Quo dal 1976, venne convocato dai Pink Floyd per suonare il basso nel tour mondiale seguente alla pubblicazione dell'album The Wall, tra il 1980 ed il 1981.
Sempre per i Pink Floyd, nel 1983 eseguì alcune partiture per tastiera durante le incisioni dell'album The Final Cut e figurò anche nella registrazione dell'album solista di Roger Waters del 1984, The Pros and Cons of Hitch Hiking, dove si esibì nell'organo Hammond e nella chitarra a dodici corde.
In qualità di autore, Bown ha contribuito a scrivere alcuni dei brani più celebri degli Status Quo, da Again and Again a Burning Bridges fino alla celeberrima Whatever You Want.

## Discografia

### Album in studio
- 1972 - Gone to My Head
- 1973 - Sweet William
- 1976 - Come Back Romance, All Is Forgiven
- 1978 - Good Advice
- 2011 - Unfinished Business

### Album in studio con gli Status Quo
- 1973 Hello
- 1974 Quo
- 1975 On the level
- 1976 - Blue for You  ( Andy Bown diventa ufficialmente tastierista "esterno" )
- 1977 - Live! degli Status Quo
- 1977 - Rockin' All Over the World
- 1978 - If You Can't Stand the Heat
- 1979 - Whatever You Want
- 1980 - Just Supposin''
- 1981 - Never Too Late

- 1982 - 1+9+8+2 = XX
- 1983 - Back to Back
- 1986 - In the Army Now
- 1988 - Ain't Complaining
- 1989 - Perfect Remedy
- 1991 - Rock 'Til You Drop
- 1994 - Thirsty Work
- 1996 - Don't Stop
- 1999 - Under the Influence
- 2000 - Famous in the Last Century
- 2002 - Heavy Traffic
- 2003 - Riffs
- 2005 - The Party Ain't Over Yet
- 2007 - In Search of the Fourth Chord
- 2011 - Quid Pro Quo
- 2013 - Bula Quo!

### Live con gli Status Quo
- 1982 - Live at the N.E.C.
- 1992 - Live Alive Quo
- 2006 - Just Doin' It! Live
- 2009 - Pictures - Live at Montreux 2009
- 2010 - Status Quo Live at the BBC

### Raccolte con gli Status Quo
- 1980 - 12 Gold Bars
- 1982 - From the Makers of
- 1984 - 12 Gold Bars Vol. 2
- 1990 - Rocking All Over the Years
- 1997 - Whatever You Want - The Very Best of Status Quo
- 2001 - Rockers Rollin' - Quo in Time 1972-2000
- 2004 - XS All Areas - The Greatest Hits
- 2008 - Pictures: 40 Years of Hits

### Partecipazioni con altri artisti
- 1973 - Hello! degli Status Quo
- 1976 - Blue for You degli Status Quo
- 1977 - Live! degli Status Quo
- 1977 - Rockin' All Over the World
- 1978 - If You Can't Stand the Heat degli Status Quo
- 1979 - Whatever You Want
- 1980 - Just Supposin''
- 1981 - Never Too Late
- 1981 - Line-Up di Graham Bonnet
- 1981 - The World's Insane dei Vardis
- 1983 - The Final Cut dei Pink Floyd
- 1984 - The Pros and Cons of Hitch Hiking di Roger Waters
- 1992 - Nothing Better di John Du Cann e Status Quo Member
- 2000 - Rhino's Revenge di John 'Rhino' Edwards